# Codrii de Aramă
Codrii de Aramă alcătuiesc o arie protejată de interes național ce corespunde categoriei a IV-a IUCN (rezervație naturală de tip forestier), situată în județul Neamț, pe teritoriul administrativ al comunei Agapia.

## Localizare
Aria naturală cu o suprafață de 7 hectare se află în partea central-nordică a județul Neamț, în Depresiunea Neamțului în zona sud-vestică a satului Filioara între acesta și satul Văratec, în apropierea rezervației naturale Pădurea de Argint lângă drumul național DN15G. Rezervația este situată la o altitudine de 550-650 m.

## Descriere
Rezervația naturală a fost declarată arie protejată prin Legea nr.5 din 6 martie 2000 (privind aprobarea Planului de amenajare a teritoriului național - Secțiunea a III-a - zone protejate) și reprezintă o zonă împădurită în culmea sudică a Dealului Filiorul, cu rol de protecție pentru specii arboricole de gorun (Quercus petraea) secular. 
Vârsta celui mai bătrân exemplar este de peste 130 ani. Alături de acesta, aici sunt inventariate alte circa 300 de specii de plante. La poalele dealului, pârâul Filioara se însoțește de pâlcuri de răchitișuri și mlaștini mici, iar pe pajiștile înconjurătoare Păiușul roșu și Iarba vântului se găsesc din belșug..

## Relația cu poezia lui Mihai Eminescu
Zona a jucat un rol în creația poetului Mihai Eminescu, fiind un izvor de inspirație pentru acesta.
La asfințit se poate admira sub lumina razelor de soare „văzduhul tămâiet” descris de Mihai Eminescu în „Călin – file de poveste”. 
De treci codrii de aramă de departe vezi albind/ Și-auzi mândra glăsuire a pădurii de argint
Mihai Eminescu - „Călin, file de poveste” VIII
Toamna, odată cu schimbarea culorii frunzelor, peisajele au culori care fac peisajul să pară de poveste.
Lângă râuri argintoase, care mișcă-n mii de valuri/ A lor glasuri înmiite, printre codri, printre dealuri,/ Printre bolți săpate-n munte, lunecând întunecos,/ Acolo-s dumbrăvi de aur cu poiene constelate,/ Codrii de argint ce mișcă a lor ramuri luminate/ Și păduri de-aramă roșă răsunând armonios.
Mihai Eminescu - „Memento mori” (Panorama deșertăciunilor)

## Obiective turistice de proximitate
- Codrii de Argint
- Mănăstirea Văratec
- Mănăstirea Agapia
- Poiana Ciungi (Obcina Văratec)
- "Drumul Reginei"[8] - 6,7 km prin pădurea Obcinii Văratec, între Mănăstirile Văratec și Agapia